# No Geography
No Geography è il nono album in studio del duo di musica elettronica britannico The Chemical Brothers, pubblicato il 12 aprile 2019 dall'etichetta discografica Virgin EMI Records. Annunciato nel novembre del 2018, rappresenta il loro primo album a distanza di quattro anni dall'ultimo Born in the Echoes, uscito nel 2015.  La copertina è un'immagine presa dal booklet dell'album Consequences dei Godley & Creme, uscito nel 1977.

## Tracce
1. Eve of Destruction – 4:40 (Thomas Rowlands, Edward Simons, Aurora Aksnes, James Calloway, Leroy O-Neil Jackson Jr., NENE)
2. Bango – 4:07 (Thomas Rowlands, Edward Simons, Aurora Aksnes)
3. No Geography – 3:10 (Thomas Rowlands, Edward Simons)
4. Got to Keep On – 5:16 (Thomas Rowlands, Edward Simons, Peter Brown, Robert Rans, Robert McKuen)
5. Gravity Drops – 4:30 (Thomas Rowlands, Edward Simons)
6. The Universe Sent Me – 6:03 (Thomas Rowlands, Edward Simons, Aurora Aksnes)
7. We've Got to Try – 3:35 (Thomas Rowlands, Edward Simons, Richard Pegue)
8. Free Yourself – 4:21 (Thomas Rowlands, Edward Simons, Diane di Prima)
9. MAH – 5:36 (Thomas Rowlands, Edward Simons, William Michael Lewis, Laurin Martin Rinder)
10. Catch Me I'm Falling – 5:28 (Thomas Rowlands, Edward Simons, Simon Philip Raymonde, Stephanie Dosen, Mike Hanks)